# Хареди-леуми
Xардаль (или ХАРДАЛ; ивр. חרד"ל‎ сокр. от ивр. חרדי לאומי‎, хареди-леуми или хареди-дати-леуми букв. «Национальные (религиозные) харедим», во множественном числе харедим) — часть религиозной сионистской еврейской общины в Израиле, которая склоняется к идеологии харедим (в плане взглядов на светский мир, и в их жестком (хумра) подходе к Галахе); иногда этот термин используется для обозначения той части общины харедим в Израиле, которая склоняется к религиозной сионистской идеологии.
Данный термин придуман оппонентами (движением Бней-Акива) в 1980-е. По этой причине он до сих пор носит несколько уничижительный оттенок. Часть представителей общины используют этот термин. Большинство членов общины называют себя как торани (букв. «Тора-ориентированные») или торани-леуми. Иногда встречается термин мерказник, от названия иешивы Мерказ ха-Рав, основанной Авраамом Ицхаком Куком.

## Буквальный смысл
Хардаль — это аббревиатура слов Хареди и Леуми. Аббревиатура легко запоминается на иврите, потому это слово означает «горчица» на иврите (ср. Хардал).

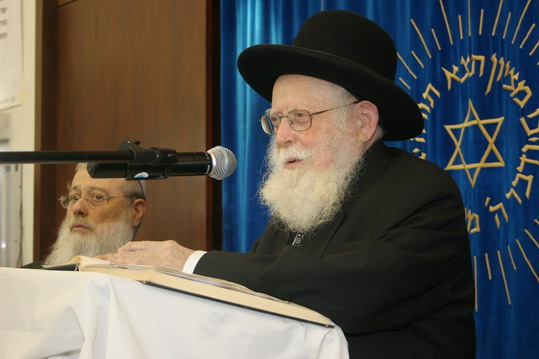
Авраам Шапиро, глава Ешиват ха-рав, лидер сионистского иудаизма на протяжении многих лет

## Места
Многие хардальники живут в поселениях на Западном берегу. Город Кирьят-Арба под руководством Дова Лиора считается оплотом хардаль, как и Бейт-Эль под руководством раввина Меламеда и Шломо Авинера. Хардаль также преобладает во многих других населенных пунктах, в том числе Ицхаре, Бат-Аин, Офра, Шило, и еврейской части Хеврона. Есть иешивы в Рамат-Гане и Йерухаме, которые считаются иешивами хардаль. Некоторые кварталы Иерусалима также являются оплотом хардаль, например Хар-Ноф, Кирьят-Моше, и еврейский квартал Старого города.

## Руководство
Прошлые лидеры
- Арье Бины (1912—1994);
- Мордехай Элиягу, бывший главный раввин Израиля (1929—2010);
- Авраам Шапира, бывший главный раввин Израиля, и декан Мерказ а-рав иешивы (1914—2007).

Нынешние лидеры:
- Яаков Ариэль;
- Шломо Авинер;
- Давид бар Хаим из Махон Шайло Институт;
- Дэвид Дудкевич из Ицхара;
- Шмуэль Элиягу;
- Эльяким Леванон;
- Дов Лиор, раввин Кирьят-Арбы;
- Залман Меламед, его сын Элиэзер Меламед;
- Шмуэль Таль, который учил своих учеников прекратить израильские празднования Дня Независимости так как он видит в этом предательство сионистских идеалов израильским правительством;
- Цви Исраэль Тау, декан йешиваы Хар Гамора;
- Даниэлла Вайс, бывший мэр поселка Кдумим в Самарии;
- Профессор Гилель Вайс, от «профессора за сильный Израиль».

## Внешние источники
- Fundamentalist or Romantic Nationalist?: Israeli Modern Orthodoxy, Shlomo Fischer
- From Orthodox religious Zionist to Orthodox Hardal, Yoske Ahitov, Deot 24  (he)
- Orthodox Judaism is Ill, Bambi Sheleg  (he)
- The Hardal Dilema, Nadav Shenrav  (he)
- About Rabbi Thau  (he)(he)
- On «The Tanakh Debates»